# Wereldkampioenschappen schaatsen afstanden 2005
De wereldkampioenschappen afstanden 2005 op de schaats werden van donderdag 3 tot en met zondag 6 maart gehouden op de onoverdekte ijsbaan Ludwig Schwabl Stadion in Inzell, Duitsland.
Het was het negende kampioenschap WK afstanden. Na Warschau 1997 was dit het tweede toernooi op een buitenijsbaan. Het was voor het eerst dat de WK afstanden over vier dagen waren uitgesmeerd en daardoor al op donderdag begonnen. Dit werd gedaan omdat in dit kampioenschap het nieuwe onderdeel ploegenachtervolging op het programma stond. Aangezien er geen andere onderdelen waren afgevallen en om de belasting voor de schaatsers niet te hoog te laten worden, werd het programma over vier dagen verreden.

## Schema
Het toernooi werd verreden volgens onderstaand programma.
| Datum                  | Onderdeel |
| ---------------------- | --- |
| donderdag 3 maart 2005 | 5000 meter mannen 1500 meter vrouwen                                                                                 |
| vrijdag 4 maart 2005   | 500 meter mannen 1e run 500 meter mannen 2e run 3000 meter vrouwen                                                   |
| zaterdag 5 maart 2005  | 1000 meter mannen 10.000 meter mannen 500 meter vrouwen 1e run 500 meter vrouwen 2e run Ploegenachtervolging vrouwen |
| zondag 6 maart 2005    | 1500 meter mannen Ploegenachtervolging mannen 1000 meter vrouwen 5000 meter vrouwen                                  |

## Resultaten mannen

### 500 meter
| #      | Schaatser          | Land             | Tijd    | 1e 500m         | 2e 500m       |
| ------ | ------------------ | ---------------- | ------- | --------------- | ------------- |
| Goud   | Joji Kato          | Japan            | 1.11,02 | 35,57 (1)       | 35,45 (1)     |
| Zilver | Hiroyasu Shimizu   | Japan            | 1.11,46 | 35,75 (2)       | 35,71 (2)     |
| Brons  | Jeremy Wotherspoon | Canada           | 1.11,70 | 35,87 (3)       | 35,83 (4)     |
| 4.     | Yuya Oikawa        | Japan            | 1.11,78 | 35,93 (5)       | 35,85 (5)     |
| 5.     | Yu Fengtong        | China            | 1.11,88 | 36,09 (6)       | 35,79 (3)     |
| 6.     | Dmitri Lobkov      | Rusland          | 1.12,04 | 35,90 (4)       | 36,14 (9)     |
| 7.     | Joey Cheek         | Verenigde Staten | 1.12,19 | 36,15 (7)       | 36,04 (6)     |
| 8.     | Kip Carpenter      | Verenigde Staten | 1.12,32 | 36,26 (9)       | 36,06 (8)     |
| 9.     | Erben Wennemars    | Nederland        | 1.12,38 | 36,33 (12)      | 36,05 (7)     |
| 10.    | Gerard van Velde   | Nederland        | 1.12,50 | 36,34 (13)      | 36,16 (10)    |
| 11.    | Janne Hänninen     | Finland          | 1.12,64 | 36,23 (8)       | 36,41 (11)    |
| 12.    | Beorn Nijenhuis    | Nederland        | 1.12,67 | 36,49 (16)      | 36,18 (11)    |
| 13.    | Mika Poutala       | Finland          | 1.12,84 | 36,28 (10)      | 36,56 (17)    |
| 14.    | Li Yu              | China            | 1.12,89 | 36,38 (15)      | 36,51 (16)    |
| 15.    | Dmitri Dorofejev   | Rusland          | 1.13,01 | 36,30 (11)      | 36,71 (19)    |
| 16.    | Dino Gillarduzzi   | Duitsland        | 1.13,13 | 36,65 (18)      | 36,48 (13)    |
| 17.    | Lu Zhuo            | China            | 1.13,21 | 36,71 (20)      | 36,50 (14)    |
| 18.    | Brock Miron        | Canada           | 1.13,28 | 36,64 (17)      | 36,64 (18)    |
| 19.    | Eric Zachrisson    | Zweden           | 1.13,55 | 36,68 (19)      | 36,87 (21)    |
| 20.    | Casey FitzRandolph | Verenigde Staten | 1.13,79 | 36,98 (22)      | 36,81 (20)    |
| 21.    | Lee Kyou-hyuk      | Zuid-Korea       | 1.13,80 | 36,84 (21)      | 36,96 (22)    |
| 22.    | Petter Andersen    | Noorwegen        | 1.14,94 | 36,36 (14)      | 38,58 (23val) |
| 23.    | Even Wetten        | Noorwegen        | 1.46,15 | 1.09,65 (23val) | 36,50 (14)    |
| DQ2    | Pekka Koskela      | Finland          | DQ2     | 1.37,76 (24val) | DQ            |

### 1000 meter
| #      | Schaatser          | Land             | Tijd    |
| ------ | ------------------ | ---------------- | ------- |
| Goud   | Even Wetten        | Noorwegen        | 1.10,10 |
| Zilver | Jan Bos            | Nederland        | 1.10,32 |
| Brons  | Petter Andersen    | Noorwegen        | 1.10,63 |
| =      | Pekka Koskela      | Finland          | 1.10,63 |
| 5.     | Beorn Nijenhuis    | Nederland        | 1.10,73 |
| 6.     | Nick Pearson       | Canada           | 1.10,94 |
| 7.     | Janne Hänninen     | Finland          | 1.10,97 |
| 8.     | Jeremy Wotherspoon | Canada           | 1.11,04 |
| 9.     | Yusuke Imai        | Japan            | 1.11,10 |
| =      | Erben Wennemars    | Nederland        | 1.11,10 |
| 11.    | Joey Cheek         | Verenigde Staten | 1.11,15 |
| 12.    | Risto Rosendahl    | Finland          | 1.11,18 |
| 13.    | Masaaki Kobayashi  | Japan            | 1.11,31 |
| 14.    | Dmitri Lobkov      | Rusland          | 1.11,35 |
| 15.    | Li Yu              | China            | 1.11,82 |
| 16.    | Tadashi Obara      | Japan            | 1.12,10 |
| 17.    | Yu Fengtong        | China            | 1.12,44 |
| 18.    | Christian Breuer   | Duitsland        | 1.13,03 |
| 19.    | Jan Friesinger     | Duitsland        | 1.13,07 |
| 20.    | Steven Elm         | Canada           | 1.13,10 |
| 21.    | Brock Miron        | Canada           | 1.13,17 |
| 22.    | Lee Kyou-hyuk      | Zuid-Korea       | 1.13,43 |
| 23.    | Lu Zhuo            | China            | 1.13,49 |
| 24.    | Eric Zachrisson    | Zweden           | 1.13,82 |

### 1500 meter
| #      | Schaatser           | Land             | Tijd    |
| ------ | ------------------- | ---------------- | ------- |
| Goud   | Rune Stordal        | Noorwegen        | 1.50,69 |
| Zilver | Mark Tuitert        | Nederland        | 1.50,84 |
| Brons  | Even Wetten         | Noorwegen        | 1.51,63 |
| 4.     | Risto Rosendahl     | Finland          | 1.51,88 |
| 5.     | Chad Hedrick        | Verenigde Staten | 1.52,07 |
| 6.     | Joey Cheek          | Verenigde Staten | 1.52,41 |
| 7.     | Erben Wennemars     | Nederland        | 1.52,90 |
| 8.     | Jevgeni Lalenkov    | Rusland          | 1.52,93 |
| 9.     | Petter Andersen     | Noorwegen        | 1.52,98 |
| 10.    | Jan Friesinger      | Duitsland        | 1.53,20 |
| 11.    | Takahiro Ushiyama   | Japan            | 1.53,21 |
| 12.    | Johan Röjler        | Zweden           | 1.53,41 |
| 13.    | Derek Parra         | Verenigde Staten | 1.53,64 |
| 14.    | Konrad Niedźwiedzki | Polen            | 1.53,65 |
| 15.    | Enrico Fabris       | Italië           | 1.54,14 |
| 16.    | Steven Elm          | Canada           | 1.54,35 |
| 17.    | Christian Breuer    | Duitsland        | 1.54,41 |
| 18.    | Andrej Boerljajev   | Rusland          | 1.54,56 |
| 19.    | Takaharu Nakajima   | Japan            | 1.54,88 |
| 20.    | Matteo Anesi        | Italië           | 1.55,00 |
| 21.    | Simon Kuipers       | Nederland        | 1.55,08 |
| 22.    | Jörg Dallmann       | Duitsland        | 1.55,35 |
| 23.    | Ivan Skobrev        | Rusland          | 1.55,88 |
| 24.    | Stefano Donagrandi  | Italië           | 1.56,04 |

### 5000 meter
| #      | Schaatser            | Land             | Tijd    |
| ------ | -------------------- | ---------------- | ------- |
| Goud   | Chad Hedrick         | Verenigde Staten | 6.25,61 |
| Zilver | Bob de Jong          | Nederland        | 6.30,53 |
| Brons  | Carl Verheijen       | Nederland        | 6.32,73 |
| 4      | Enrico Fabris        | Italië           | 6.36,45 |
| 5      | Odd Bohlin Borgersen | Noorwegen        | 6.37,19 |
| 6      | Arne Dankers         | Canada           | 6.37,24 |
| 7      | Jochem Uytdehaage    | Nederland        | 6.37,79 |
| 8      | Johan Röjler         | Zweden           | 6.38,50 |
| 9      | Bart Veldkamp        | België           | 6.39,44 |
| 10     | Paweł Zygmunt        | Polen            | 6.40,22 |
| 11.    | Eskil Ervik          | Noorwegen        | 6.41,53 |
| 12.    | Håvard Bøkko         | Noorwegen        | 6.41,63 |
| 13.    | KC Boutiette         | Verenigde Staten | 6.42,59 |
| 14.    | Witold Mazur         | Polen            | 6.42,98 |
| 15.    | Ippolito Sanfratello | Italië           | 6.43,35 |
| 16.    | Joeri Kochanets      | Rusland          | 6.44,49 |
| 17.    | Andrej Boerljajev    | Rusland          | 6.45,23 |
| 18.    | Hiroki Hirako        | Japan            | 6.45,80 |
| 19.    | Matteo Anesi         | Italië           | 6.46,08 |
| 20.    | Marco Weber          | Duitsland        | 6.48,33 |
| 21.    | Cédric Michaud       | Frankrijk        | 6.48,93 |
| 22.    | Kesato Miyazaki      | Japan            | 6.54,07 |
| 23.    | René Taubenrauch     | Duitsland        | 6.55,40 |
| DNF.   | Sebastian Falk       | Zweden           | DNF     |

### 10.000 meter
| #      | Schaatser            | Land             | Tijd     |
| ------ | -------------------- | ---------------- | -------- |
| Goud   | Bob de Jong          | Nederland        | 13.25,64 |
| Zilver | Carl Verheijen       | Nederland        | 13.26,97 |
| Brons  | Chad Hedrick         | Verenigde Staten | 13.30,88 |
| 4      | Gianni Romme         | Nederland        | 13.42,09 |
| 5      | Odd Bohlin Borgersen | Noorwegen        | 13.45,03 |
| 6      | Joeri Kochanets      | Rusland          | 13.46,50 |
| 7      | Marco Weber          | Duitsland        | 13.46,58 |
| 8      | Eskil Ervik          | Noorwegen        | 13.54,44 |
| 9      | Ivan Skobrev         | Rusland          | 13.56,00 |
| 10     | Bart Veldkamp        | België           | 13.57,07 |
| 11     | KC Boutiette         | Verenigde Staten | 14.01,01 |
| 12     | Enrico Fabris        | Italië           | 14.01,39 |
| 13     | Cédric Michaud       | Frankrijk        | 14.02,17 |
| 14     | Kesato Miyazaki      | Japan            | 14.02,72 |
| 15     | Arne Dankers         | Canada           | 14.10,80 |
| 16     | Johan Röjler         | Zweden           | 14.11,37 |

### Ploegenachtervolging
| #      | Schaatser        | Land                                              | Tijd    |
| ------ | ---------------- | ------------------------------------------------- | ------- |
| Goud   | Nederland        | Mark Tuitert Carl Verheijen Erben Wennemars       | 3.53,83 |
| Zilver | Italië           | Matteo Anesi Enrico Fabris Ippolito Sanfratello   | 3.55,18 |
| Brons  | Noorwegen        | Petter Andersen Odd Bohlin Borgersen Eskil Ervik  | 3.55,49 |
| 4      | Verenigde Staten | KC Boutiette Chad Hedrick Derek Parra             | 3.55,66 |
| 5      | Canada           | Arne Dankers Steven Elm Justin Warsylewicz        | 3.55,85 |
| 6      | Polen            | Witold Mazur Konrad Niedźwiedzki Paweł Zygmunt    | 3.56,39 |
| 7      | Duitsland        | Jan Friesinger Robert Lehmann Tobias Schneider    | 3.58,99 |
| 8      | Japan            | Hiroki Hirako Takaharu Nakajima Takahiro Ushiyama | 4.10,40 |

## Resultaten vrouwen

### 500 meter
| #      | Schaatser                 | Land             | Tijd    | 1e 500m    | 2e 500m         |
| ------ | ------------------------- | ---------------- | ------- | ---------- | --------------- |
| Goud   | Wang Manli                | China            | 1.17,21 | 38,92 (3)  | 38,29 (1)       |
| Zilver | Wang Beixing              | China            | 1.17,82 | 38,69 (1)  | 39,13 (6)       |
| Brons  | Lee Sang-hwa              | Zuid-Korea       | 1.17,91 | 38,93 (4)  | 38,98 (4)       |
| 4      | Sayuri Yoshii             | Japan            | 1.18,03 | 39,10 (6)  | 38,93 (2)       |
| 5      | Tomomi Okazaki            | Japan            | 1.18,06 | 39,05 (5)  | 39,01 (5)       |
| 6      | Monique Enfeldt-Garbrecht | Duitsland        | 1.18,11 | 39,18 (10) | 38,93 (2)       |
| 7      | Sayuri Osuga              | Japan            | 1.18,28 | 39,15 (9)  | 39,13 (6)       |
| 8      | Jenny Wolf                | Duitsland        | 1.18,57 | 39,13 (8)  | 39,44 (10)      |
| 9      | Jennifer Rodriguez        | Verenigde Staten | 1.18,63 | 39,42 (12) | 39,21 (8)       |
| 10     | Marianne Timmer           | Nederland        | 1.18,66 | 39,22 (11) | 39,44 (10)      |
| 11.    | Svetlana Kajkan           | Rusland          | 1.19,01 | 39,59 (15) | 39,42 (9)       |
| 12.    | Frouke Oonk               | Nederland        | 1.19,20 | 39,54 (13) | 39,66 (12)      |
| 13.    | Shannon Rempel            | Canada           | 1.19,27 | 39,56 (14) | 39,71 (15)      |
| 14.    | Svetlana Zjoerova         | Rusland          | 1.19,35 | 39,69 (17) | 39,66 (12)      |
| 15.    | Elli Ochowicz             | Verenigde Staten | 1.19,61 | 39,93 (19) | 39,68 (14)      |
| 16.    | Sanne van der Star        | Nederland        | 1.19,65 | 39,68 (16) | 39,97 (17)      |
| 17.    | Pamela Zoellner           | Duitsland        | 1.19,67 | 39,92 (18) | 39,75 (16)      |
| 18.    | Chris Witty               | Verenigde Staten | 1.20,07 | 40,05 (20) | 40,02 (18)      |
| 19.    | Krisy Myers               | Canada           | 1.20,58 | 40,39 (21) | 40,19 (19)      |
| 20.    | Kim Weger                 | Canada           | 1.21,33 | 40,74 (23) | 40,59 (20)      |
| 21.    | Svetlana Radkevitsj       | Wit-Rusland      | 1.21,50 | 40,66 (22) | 40,84 (21)      |
| 22.    | Ren Hui                   | China            | 2.15,19 | 38,90 (2)  | 1.36,29 (22val) |
| DNF2.  | Anzjelika Kotjoega        | Wit-Rusland      | -       | 39,11 (7)  | DNF             |

### 1000 meter
| #      | Schaatser               | Land             | Tijd    |
| ------ | ----------------------- | ---------------- | ------- |
| Goud   | Barbara de Loor         | Nederland        | 1.18,24 |
| Zilver | Anni Friesinger         | Duitsland        | 1.18,46 |
| Brons  | Marianne Timmer         | Nederland        | 1.18,71 |
| 4      | Cindy Klassen           | Canada           | 1.18,75 |
| 5      | Jennifer Rodriguez      | Verenigde Staten | 1.18,78 |
| 6      | Chiara Simionato        | Italië           | 1.19,18 |
| 7      | Chris Witty             | Verenigde Staten | 1.19,36 |
| 8      | Ren Hui                 | China            | 1.19,51 |
| 9      | Wang Beixing            | China            | 1.20,00 |
| 10     | Sayuri Yoshii           | Japan            | 1.20,01 |
| 11.    | Sabine Völker           | Duitsland        | 1.20,41 |
| 12.    | Shannon Rempel          | Canada           | 1.20,55 |
| 13.    | Frouke Oonk             | Nederland        | 1.20,65 |
| 14.    | Tomomi Okazaki          | Japan            | 1.20,70 |
| 15.    | Elli Ochowicz           | Verenigde Staten | 1.21,05 |
| =      | Lee Sang-hwa            | Zuid-Korea       | 1.21,05 |
| 17.    | Christine Nesbitt       | Canada           | 1.21,52 |
| 18.    | Svetlana Zjoerova       | Rusland          | 1.21,75 |
| 19.    | Shihomi Shinya          | Japan            | 1.21,84 |
| 20.    | Pamela Zoellner-Fischer | Duitsland        | 1.21,99 |
| 21.    | Annette Bjelkevik       | Noorwegen        | 1.22,05 |
| 22.    | Svetlana Kajkan         | Rusland          | 1.22,18 |
| 23.    | Dan Wang                | China            | 1.22,49 |
| 24.    | Anzjelika Gavrilova     | Kazachstan       | 1.24,88 |

### 1500 meter
| #      | Schaatser          | Land             | Tijd    |
| ------ | ------------------ | ---------------- | ------- |
| Goud   | Cindy Klassen      | Canada           | 1.58,49 |
| Zilver | Anni Friesinger    | Duitsland        | 1.58,73 |
| Brons  | Jennifer Rodriguez | Verenigde Staten | 1.59,44 |
| 4      | Barbara de Loor    | Nederland        | 1.59,79 |
| 5      | Daniela Anschütz   | Duitsland        | 2.00,74 |
| 6      | Sabine Völker      | Duitsland        | 2.00,80 |
| 7      | Maki Tabata        | Japan            | 2.00,92 |
| 8      | Renate Groenewold  | Nederland        | 2.01,57 |
| 9      | Katarzyna Wójcicka | Polen            | 2.01,79 |
| 10     | Eriko Ishino       | Japan            | 2.01,82 |
| 11.    | Chris Witty        | Verenigde Staten | 2.02,30 |
| 12.    | Kristina Groves    | Canada           | 2.02,44 |
| 13.    | Wieteke Cramer     | Nederland        | 2.02,88 |
| 14.    | Annette Bjelkevik  | Noorwegen        | 2.03,83 |
| 15.    | Maria Lamb         | Verenigde Staten | 2.03,85 |
| 16.    | Olga Tarasova      | Rusland          | 2.04,16 |
| 17.    | Christine Nesbitt  | Canada           | 2.04,47 |
| 18.    | Hiromi Otsu        | Japan            | 2.04,49 |
| 19.    | Galina Lichatsjova | Rusland          | 2.05,82 |
| 20.    | Anna Rokita        | Oostenrijk       | 2.06,48 |
| DNS    | Nicola Mayr        | Italië           | DNS     |

### 3000 meter
| #      | Schaatser          | Land             | Tijd    |
| ------ | ------------------ | ---------------- | ------- |
| Goud   | Cindy Klassen      | Canada           | 4.10,37 |
| Zilver | Claudia Pechstein  | Duitsland        | 4.10,89 |
| Brons  | Kristina Groves    | Canada           | 4.11,97 |
| 4      | Daniela Anschütz   | Duitsland        | 4.13,90 |
| 5      | Clara Hughes       | Canada           | 4.14,69 |
| 6      | Maki Tabata        | Japan            | 4.16,83 |
| 7      | Moniek Kleinsman   | Nederland        | 4.17,01 |
| 8      | Gretha Smit        | Nederland        | 4.17,17 |
| 9      | Katarzyna Wójcicka | Polen            | 4.17,65 |
| 10     | Renate Groenewold  | Nederland        | 4.17,82 |
| 11.    | Nami Nemoto        | Japan            | 4.18,10 |
| 12.    | Maren Haugli       | Noorwegen        | 4.18,50 |
| 13.    | Eriko Seo          | Japan            | 4.19,38 |
| 14.    | Catherine Raney    | Verenigde Staten | 4.20,33 |
| 15.    | Svetlana Vysokova  | Rusland          | 4.20,66 |
| 16.    | Martina Sáblíková  | Tsjechië         | 4.22,19 |
| 17.    | Anna Rokita        | Oostenrijk       | 4.24,24 |
| 18.    | Olga Tarasova      | Rusland          | 4.24,79 |
| 19.    | Maria Lamb         | Verenigde Staten | 4.25,19 |
| 20.    | Galina Lichatsjova | Rusland          | 4.25,47 |
| 21.    | Nicola Mayr        | Italië           | 4.34,86 |
| DNF    | Anni Friesinger    | Duitsland        | DNF     |

### 5000 meter
| #      | Schaatser              | Land             | Tijd    |
| ------ | ---------------------- | ---------------- | ------- |
| Goud   | Anni Friesinger        | Duitsland        | 7.18,32 |
| Zilver | Claudia Pechstein      | Duitsland        | 7.18,67 |
| Brons  | Clara Hughes           | Canada           | 7.19,17 |
| 4      | Kristina Groves        | Canada           | 7.24,99 |
| 5      | Daniela Anschütz       | Duitsland        | 7.26,91 |
| 6      | Jenita Hulzebosch-Smit | Nederland        | 7.27,32 |
| 7      | Martina Sáblíková      | Tsjechië         | 7.30,16 |
| 8      | Gretha Smit            | Nederland        | 7.30,27 |
| 9      | Svetlana Vysokova      | Rusland          | 7.30,73 |
| 10     | Katarzyna Wójcicka     | Polen            | 7.31,07 |
| 11.    | Maren Haugli           | Noorwegen        | 7.35,80 |
| 12.    | Moniek Kleinsman       | Nederland        | 7.38,21 |
| 13.    | Nami Nemoto            | Japan            | 7.39,85 |
| 14.    | Catherine Raney        | Verenigde Staten | 7.40,85 |
| 15.    | Maki Tabata            | Japan            | 7.42,13 |
| DQ     | Eriko Ishino           | Japan            | DQ      |

### Ploegenachtervolging
| #      | Schaatser | Land                                               | Tijd        |
| ------ | --------- | -------------------------------------------------- | ----------- |
| Goud   | Duitsland | Daniela Anschütz Anni Friesinger Sabine Völker     | 3.05,81     |
| Zilver | Canada    | Kristina Groves Clara Hughes Cindy Klassen         | 3.07,01     |
| Brons  | Japan     | Eriko Ishino Nami Nemoto Maki Tabata               | 3.12,05     |
| 4      | Rusland   | Galina Lichatsjova Olga Tarasova Svetlana Vysokova | 3.12,37     |
| 5      | Italië    | Rita Battisti Adelia Marra Nicola Mayr             | 3.18,96     |
| 6      | Nederland | Frédérique Ankoné Wieteke Cramer Moniek Kleinsman  | 4.07,22 val |

## Medaillespiegel
| Plaats | Land             | Goud | Zilver | Brons | Totaal |
| 1      | Nederland        | 3    | 4      | 2     | 9      |
| 2      | Duitsland        | 2    | 4      | 0     | 6      |
| 3      | Canada           | 2    | 1      | 3     | 6      |
| 4      | Noorwegen        | 2    | 0      | 3     | 5      |
| 5      | Japan            | 1    | 1      | 1     | 3      |
| 6      | China            | 1    | 1      | 0     | 2      |
| 7      | Verenigde Staten | 1    | 0      | 2     | 3      |
| 8      | Italië           | 0    | 1      | 0     | 1      |
| 9      | Finland          | 0    | 0      | 1     | 1      |
| 10     | Zuid-Korea       | 0    | 0      | 1     | 1      |
| Totaal | Totaal           | 12   | 12     | 12    | 36     |